# Tvättmaskin

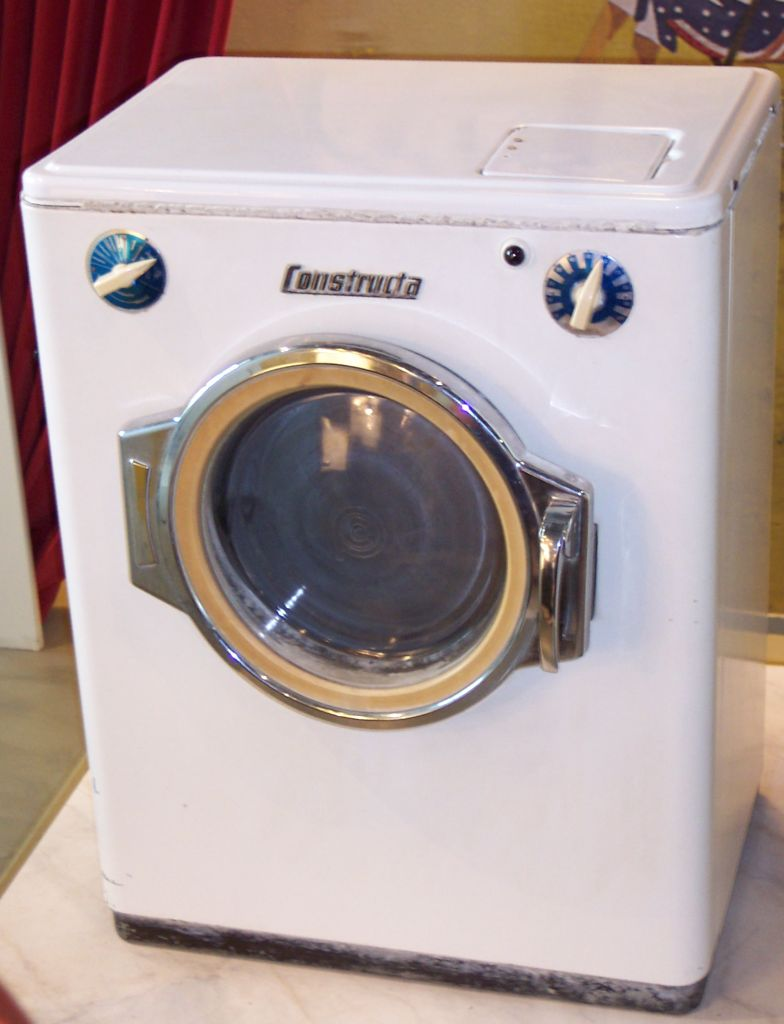
Tvättmaskin från 1950-talet.

Tvättmaskin är en teknisk apparat som används för att tvätta olika sorters kläder.
En tvättmaskin har en liggande eller stående trumma där man lägger in kläderna. Tvättmedel tillsätts, i moderna maskiner i ett sidofack. Sedan roteras trumman fram och tillbaka, och fyll med vatten som värms upp till den valda temperaturen. När tvätten är klar töms trumman och fylls sedan på nytt med kallt vatten för att skölja bort tvättmedlet. Detta sköljningar upprepas flera gånger. När sköljningarna är klara töms vattnet ut och maskinen börjar, om man så har programmerat, centrifugera. Detta innebär att trumman snurrar i hög fart för att pressa ut vattnet från kläderna.
Den första moderna tvättmaskinen med en tunna som snurrar tvätten uppfanns av James King 1851. År 1858 uppfann Hamilton Smith den roterande tvättmaskinen. 1874 uppfann William Blackstone en av de första lätthanterliga tvättmaskinerna och den första elektriska tvättmaskinen introducerades 1910 av Alva John Fisher.

## Modeller

### Frontmatad tvättmaskin
Frontmatad tvättmaskin är den vanligaste typen av tvättmaskin och denna har en lucka framtill på maskinen som oftast är rund och försedd med ett tjockt glas för att man ska kunna se tvätten.
Upptill eller framtill är nästan alla tvättmaskiner försedda med ett tvättmedelsfack där man fyller på tvättmedel och sköljmedel. I närheten av tvättmaskinen placeras ofta en torktumlare. I vissa fall monteras torktumlaren ovanpå tvättmaskinen om det är brist på utrymme. Denna typ av anordning med tvättmaskin och torktumlare ovanpå varandra kallas tvättpelare.

### Toppmatad tvättmaskin

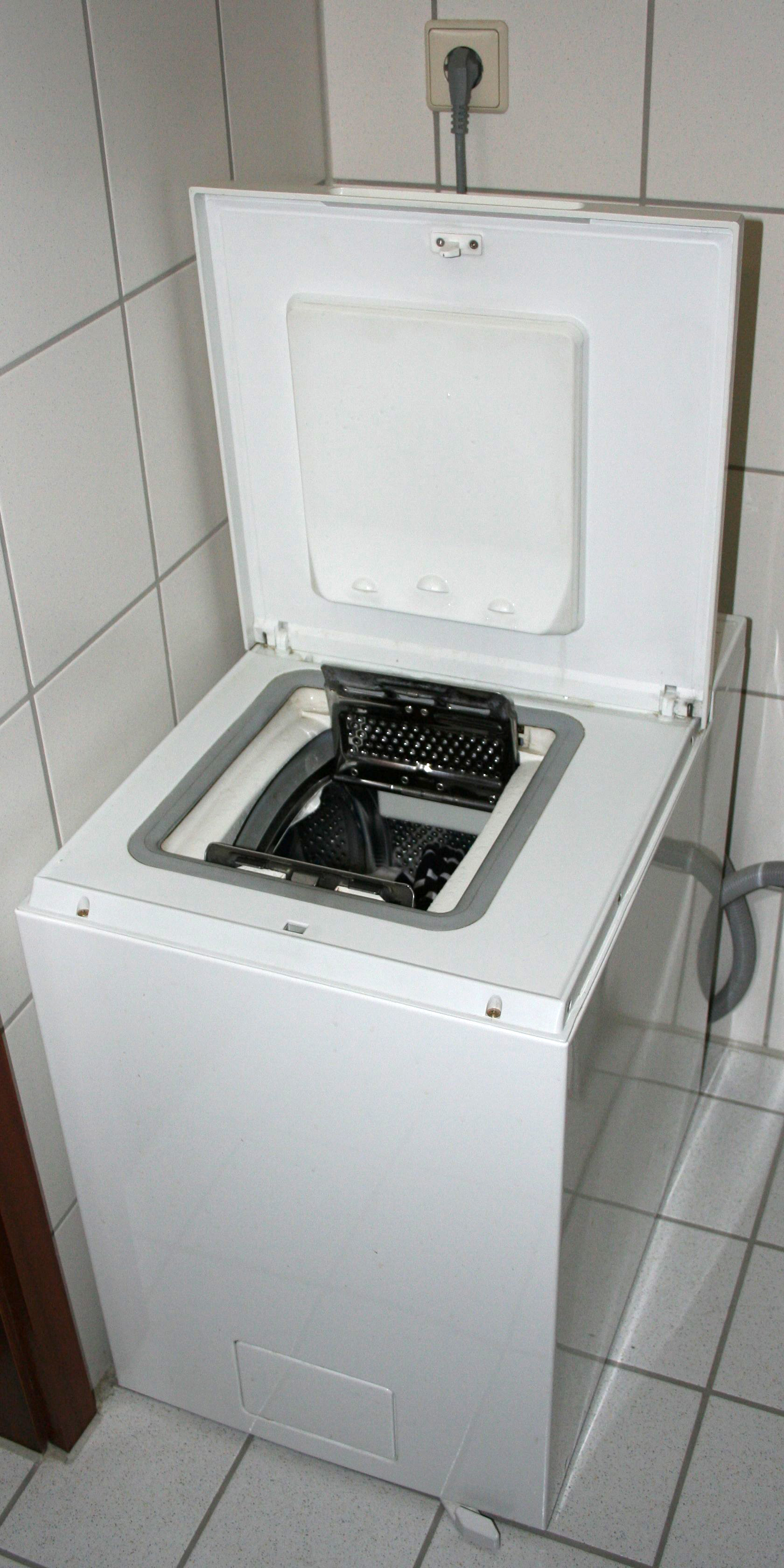
Toppmatad tvättmaskin.

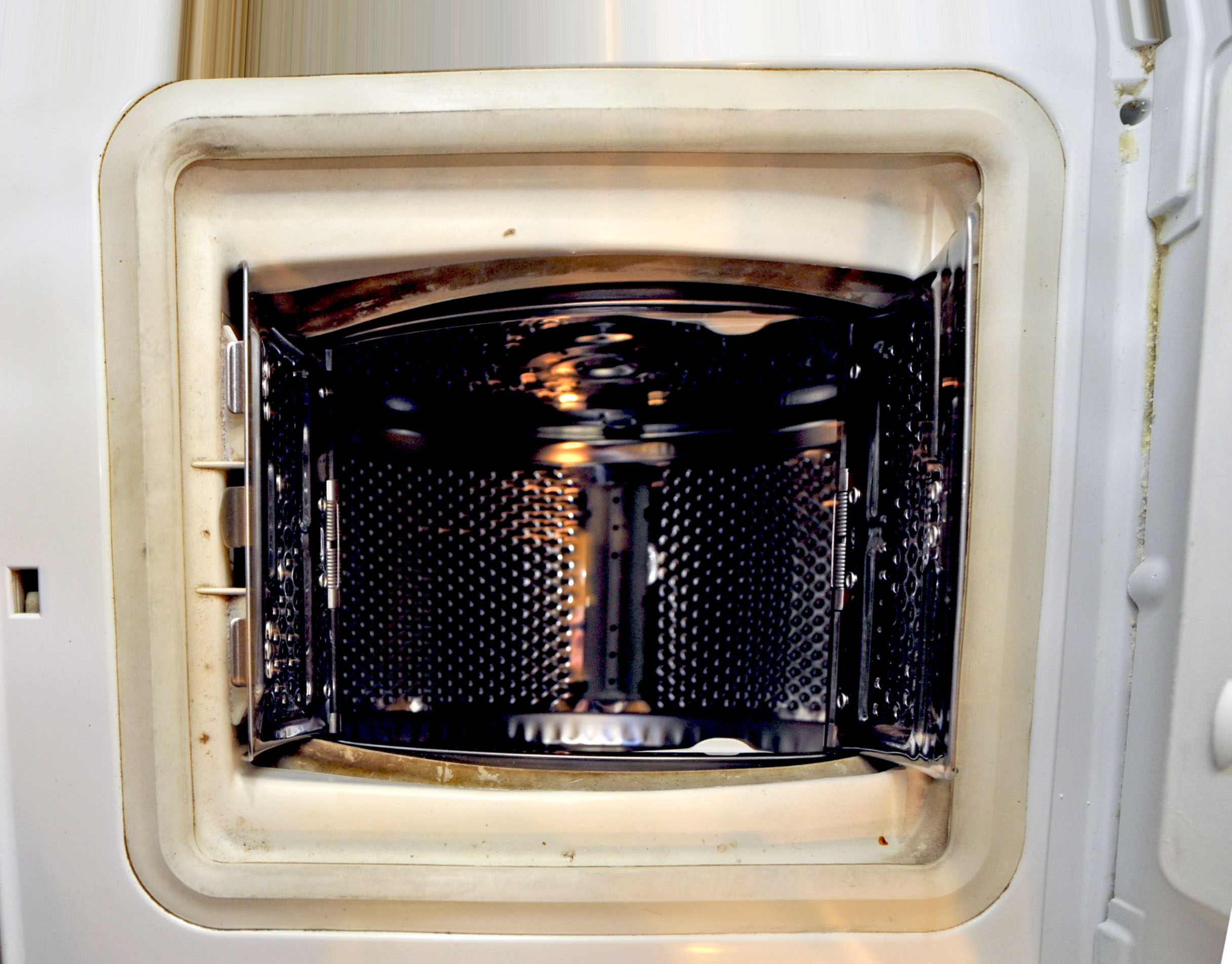
Inuti trumman med valk (Electrohelios)

En toppmatad tvättmaskin innebär att tvättmaskinen är försedd med en lucka upptill som öppnas och under luckan får man sedan vrida trumman rätt för att komma åt en lucka som öppnas för att lägga i eller ta ut kläderna. Många toppmatade maskiner har dock numera ett automatiskt parkeringsläge; när tvättprogrammet är avslutat rullar trumman tills öppningen är vänd åt rätt håll. Det blir därmed enklare att tömma och fylla maskinen. En toppmatad tvättmaskin är praktisk om man har ont om utrymme, eftersom den tar mindre plats än en frontmatad tvättmaskin.
De toppmatade tvättmaskinerna har oftast en horisontellt stående trumma med en agitator i mitten. Den rör sig fram och tillbaks och tvättar kläderna när maskinen startar, vilket även suger ner kläderna utmed agitatorn ända ner till botten, i vatten med tvättmedel. Hela eller halva trumman fylls beroende på hur mycket tvätt som ska tvättas. Kläderna måste kunna flyta omkring i vatten för att kunna cirkulera runt med agitatorn. Tvätten ligger i blöt hela tiden och blir snabbt ren, jämfört med i frontmatade tvättmaskiner som knappt har en deciliter vatten i sig och långa tvättprogram. De toppmatade maskinerna har väldigt korta tvättprogram. 
Toppmatade tvättmaskiner är ovanliga i Europa men desto vanligare i USA och Kanada.[källa behövs]

## Energimärkning
Hur energieffektiv en tvättmaskin är visas med energimärkningen på en skala A-G, där A är bäst. För tvättmaskiner som är ännu effektivare har tillverkarna på den europeiska marknaden på eget initiativ infört ytterligare klasser: A+ och A++, där A++ är effektivast. Detta är dock inte officiellt reglerat i lag och därför används A+ och A++ bara i marknadsföringen och inte på energimärkningen.
De uppgifter som lämnas på energimärkningen gäller för ett program för bomull, i 60 °C, exakt vilket program det är varierar mellan olika modeller.
Hur bra maskinerna tvättar och centrifugerar visas också på en skala från A till G där A är bäst. Både tvätteffektivitetsklass A och B ger mycket ren tvätt. Sköljningen är en uppgift som saknas på energimärkningen idag.

## Installation och förebyggande av översvämningar
Medan läckage från en trycksatt vattenförsörjning kan orsaka störst skada på kortast tid, kan dränering av vatten också orsaka problem om det inte hanteras korrekt. Tvättmaskinens avloppsslangar ska vara ordentligt fastsatta för att förhindra oavsiktlig förskjutning. Denna del dränerar vatten från tvättmaskinen, om den inte fungerar kan den läcka eller täppas till.
Flexibla gummislangar används vanligtvis för att ansluta byggnadens vattenförsörjning till tvättmaskinen. Dessa slangar utsätts ofta för konstant fullt vattentryck och kan slitas med tiden, vilket skapar utbuktningar eller svaga punkter som så småningom leder till läckage eller katastrofala brott och översvämning. Eftersom slangarna ofta är dolda kan de vara svåra att inspektera och lätta att glömma bort tills ett problem uppstår.

## Tvättcykler
De tidigaste tvättmaskinerna tvättade helt enkelt genom att fylla dem med kläder och tvål, fylla dem med varmt vatten och starta dem. Med tiden blev maskinerna alltmer automatiserade, först med mycket sofistikerade elektromekaniska styrenheter, sedan helt elektroniska; användarna lägger in tvätten i maskinen, väljer lämpligt program med en strömbrytare, startar maskinen och återvänder för att ta ut de rena och lätt fuktiga kläderna i slutet av cykeln. Styrenheten startar och stoppar många olika processer, inklusive pumpar och ventiler för att fylla och tömma trumman med vatten, uppvärmning och centrifugering i olika hastigheter, med olika kombinationer av inställningar för olika tyger.

## Exempel på varumärken

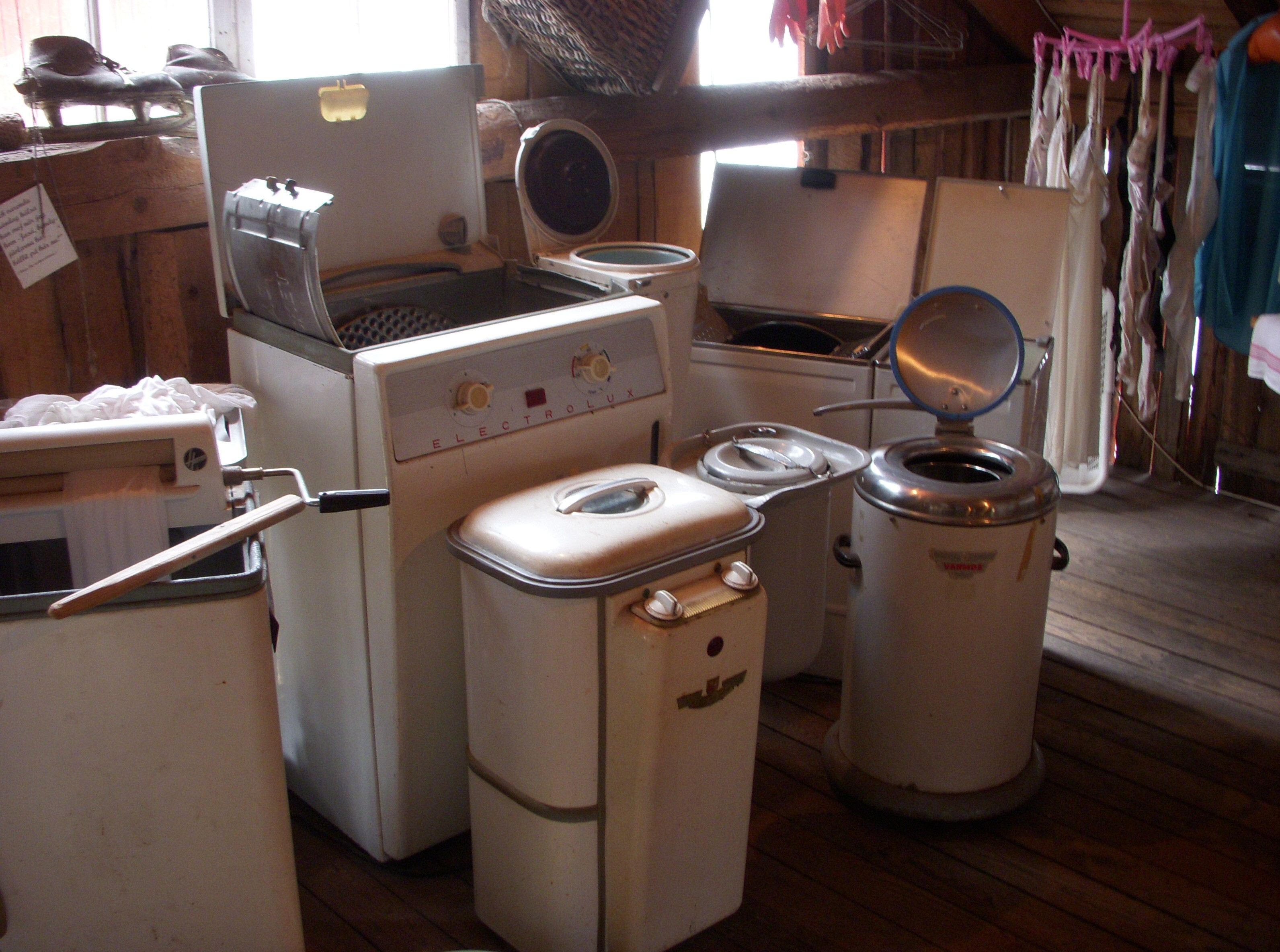
En samling äldre tvättmaskiner i Hagalunds tvätterimuseum.

- AEG
- Beko
- Bosch
- Cylinda
- Electrolux
- Elektro Helios
- Gorenje
- Husqvarna
- LG
- Miele
- Podab
- UPO
- Whirlpool
- Zanussi